# Jesse Virtanen
Jesse Virtanen, född 7 augusti 1991 i Raumo, är en finsk professionell ishockeyspelare som spelar för Färjestad BK i SHL. Han vann backarnas poängliga i SHL säsongen 2020/21.

## Spelarkarriär
Virtanens moderklubb är Lukko. Efter spel i dess ungdom och junior verksamhet fick han chansen i klubbens A-lag säsongen 2009/2010. Säsongen 2010/2011 var han utlånad till den finska klubben Hokki i den näst högsta ishockeyserien Mestis. Säsongen därpå, 2011/2012, var han utlånad till klubbarna SaPKo och LeKi i ligan Mestis.
Säsongen 2012/2013 spelade han totalt 42 matcher för Lukko i finska SM-liiga. Säsongen 2016/2017 vann Virtanen den finska ligans poängliga bland försvarare, då han svarade för 39 poäng (varav 9 mål) på 58 spelade matcher.
Inför säsongen 2017/2018 skrev Virtanen på ett ettårskontrakt med Färjestad BK. Han svarade för 30 poäng på 51 spelade matcher. Påföljande säsong noterades han för 41 poäng (varav 6 mål) på 52 spelade matcher. Inför säsongen 2019/2020 skrev han kontrakt med Traktor Tjeljabinsk i KHL. Han representerade även AK Bars Kazan samma säsong. Inför säsongen 2020/2021 återvände han till Färjestad BK där han vann backarnas poängliga i SHL, då han producerade 38 poäng (varav 9 mål) på 52 spelade matcher. I februari 2021 förlängde han sitt kontrakt med Färjestad.

## Klubbar
- Lukko (2005-2017)
- Färjestad BK (2017–2019)
- Traktor Tjeljabinsk (2019-2020)
- AK Bars Kazan (2019-2020)
- Färjestad BK (2020–2022)